# Tribus indies de València
Les Tribus índies de València foren un moviment juvenil aparegut a l'àrea metropolitana de València a finals dels anys 80. Estaven organitzats en un consell de tribus, de periodicitat mensual, on s'elegien quines eren les seues reivindicacions prioritàries. El primer dels consells se celebrà al Parc Alcosa d'Alfafar el 5 de maig del 1989.
Inspirats en els indis metropolitans de l'Itàlia de finals dels anys 70, lluitaven contra les lleis de l'home blanc, on s'hi incloïa l'stablishment, el conformisme i el capitalisme.
Entre les seues reivindicacions s'hi trobava la creació d'una forma de vida més solidària, la destrucció de la família i el treballar per plaer. Altres reivindicacions eren la revalorarització de la rata com a animal social, el dret a vot a xiquets i animals, i la reinserció social de la policia local, en particular la d'Alfafar.
S'organitzaven per praderes, que incloïen col·lectius a Alfafar, Parc Alcosa, Mislata, Benetússer, Catarroja, El Carme, València Ciutat i el grup de guerrers independents, definits com més individualistes.
Entre les seues accions hi hagué un assalt que realitzaren amb 100 persones al supermercat Continente d'Alfafar, així com una performance amb un gran vàter de cartó que instal·laren en la Plaça de la Mare de Déu durant el dia de les eleccions europees del 1989. La gent havia d'elegir al polític més odiat, i a canvi rebien un got de sangria. També tenien un fort discurs contrari a l'heroïna i el seu consum.